# 汪嵩
汪嵩（1983年10月12日—），中國足球运动員，司职前鋒，现效力于石家莊功夫足球俱乐部。

## 职业生涯
在2007年中国足球甲级联赛中，汪嵩为成都谢菲联攻入17粒入球，在射手榜上排列第二位，帮助球队冲超成功。凭借自己出色的表现，汪嵩入选了中国国家足球队，这也使得他成为成都谢菲联队历史上第一名入选国家队的队员。
2008年1月12日，中国国家队在迪拜与汉堡足球俱乐部进行比赛时，汪嵩登场亮相24分钟，这是他第一次为国家队出场。1月20日中国国家队与黎巴嫩进行比赛，汪嵩登场20分钟。不过，在这之后的世界杯预选赛中他却未能获得出场机会。
2010年2月9日，汪嵩以接近300万元的身价加盟杭州绿城。2014年12月10日，杭州绿城通过官方微博宣布不再与汪嵩续约。
2014年12月15日，广州富力宣布汪嵩自由转会加盟球队。2017年2月28日，江苏苏宁宣布汪嵩转会加盟球队，签约三年。
2019年10月20日，在江苏苏宁易购对阵河北华夏幸福的比赛中，汪嵩替补出场，以416场的出场次数超越徐云龙，成为中国顶级联赛出场次数最多球员。
2024年9月10日，中国足球协会在大连召开新闻发布会公告，汪嵩被禁止参加中国境内有关的足球活动五年。